# امیلیو مجیسترتی

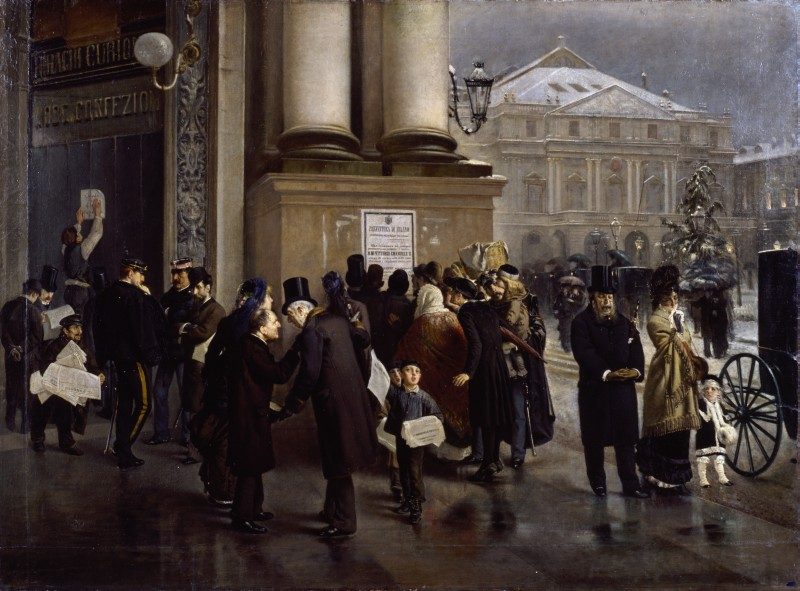
نقاشی اعلام خبر درگذشت ویتوریو امانوئله در میلان، ۱۸۸۰

امیلیو مجیسترتی (۱۸۵۱ در میلان – ۱۹۳۶) یک نقاش ایتالیایی بود.

## زندگی‌ و حرفه
مجیسترتی از سال ۱۸۷۱ تا ۱۸۷۵ در آکادمی هنرهای زیبای بررا به تحصیل پرداخت و تحت هدایت فرانچسکو هایتس، گام‌های نخستین خود را در مسیر هنر برداشت. سپس در سال ۱۸۷۹، او را در سفر هنری‌اش به سراسر ایتالیا همراهی کرد.
در آغاز، دست به تجربه‌های گوناگون زد؛ از صحنه‌های روایی و موضوعات مذهبی گرفته تا نقاشی‌های پرسپکتیو. در آستانه قرن جدید، توانایی خود را در به تصویر کشیدن پرتره‌ها، حیوانات و مناظر طبیعی نیز آزمود و در این زمینه‌ها به موفقیت دست یافت.
سال ۱۸۸۰ نقطه عطفی در کارنامه هنری‌اش بود؛ زمانی که جایزه‌ای از سوی وزارت آموزش دریافت کرد و نام او در میان هنرمندان شناخته‌شده‌ی دوران، به‌ویژه به‌عنوان چهره‌پردازی با سبکی نسبتاً واقع‌گرایانه، مطرح شد. سبکی که به‌ویژه مورد توجه طبقه متوسط آن زمان قرار گرفت.
در سال ۱۹۲۶، زندگینامه‌ای از او شامل برجسته‌ترین آثارش منتشر شد.